# Platja de Guadamía
La platja de Guadamía, també coneguda com a platja de Aguamía, i fins i tot de la Aguada, es troba en la localitat de Llames de Pría, en la desembocadura del riu Guadamía, que és el que marca el límit entre Llanes i Ribadesella.
S'emmarca a les platges del Costa Verda Asturiana i és considerada paisatge protegit, des del punt de vista mediambiental (per la seva vegetació i també per les seves característiques geològiques). Per aquest motiu està integrada en el Paisatge Protegit de la Costa Oriental d'Astúries.

## Descripció
La platja presenta forma irregular, i s'accedeix a ella per un antic camí de carretes que porta des del proper poble de Llames de Pría.
La platja no compta amb cap servei, fora de realitzar-se la seva neteja.
Envoltada de penya-segats (que es troben plens de coves i dels anomenats “bufons”-estretes xemeneies verticals per les quals l'aigua surt a borbollons fent en aquest procés gran estrèpit en barrejar-se l'aigua salada i l'aire-) podria considerar-se un marc idoni per a l'estudi del modelatge càrstic. Se li podria considerar una platja fluvial.